# JAX (Konferenz)

Logo der JAX

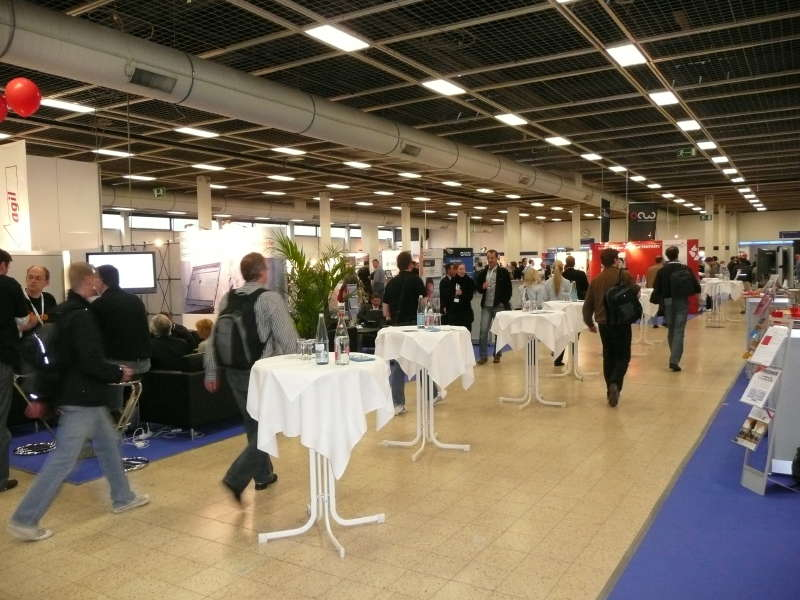
Messehalle in Wiesbaden JAX 2008

Die JAX ist eine Fachkonferenz für Softwareentwicklung und neben der OOP der SIGS Datacom sowie den IT-Tagen der Informatik Aktuell eine der größten Informationsveranstaltungen der IT-Branche zu diesem Thema in Deutschland. Veranstalter der Konferenz ist die Software & Support Media. Der Name JAX ist ein Akronym für Java, Apache und XML.
Die JAX besteht aus einer Ausstellung, der sog. Jax Expo, und einem mehrtägigen Konferenz- und Workshopprogramm. Die Vortragenden sind zumeist Buchautoren, Fachjournalisten und IT-Experten. Die JAX richtete sich mit ihrem Angebot zunächst primär an Softwareentwickler und Softwarearchitekten. Obwohl in den letzten Jahren auch der Bereich Projektmanagement an Bedeutung gewonnen, ist die JAX immer noch primär technisch ausgerichtet.

## Historie
Die erste JAX fand vom 7. bis zum 10. Mai 2001 in Frankfurt statt und zählte nach eigenen Angaben zirka 800 Besucher. Im Jahr 2006 erfolgte der Umzug nach Wiesbaden in die Rhein-Main-Hallen. Die im Jahr 2008 durchgeführte JAX hatte 2.000 Besucher und zirka 60 Aussteller. Im Jahr 2010 verzeichnete die JAX etwa 1.700 Besucher und 45 Aussteller. Seit 2009 findet die JAX in der Rheingoldhalle in Mainz statt.
Seit 2002 wird zum Jahresende eine zweite Konferenz unter dem Namen W-JAX in München veranstaltet. Die Bedeutung des Buchstaben W ist dabei nicht eindeutig. Er kann für Winter oder Web stehen, anfangs nutzte der Veranstalter ihn als Abkürzung für Webservices. Die W-JAX findet im Westin Grand München statt und ist etwas kleiner als die Hauptmesse, konnte jedoch in den letzten Jahren steigende Besucherzahlen vorweisen. Im Jahr 2018 haben 1300 Informatiker an der W-JAX teilgenommen.
Weitere Tochterkonferenzen sind die JAX Asia und die JAX India, die seit 2006 bzw. 2007 veranstaltet werden. Im Februar 2009 fand in Kalifornien zum ersten Mal die JAX San Jose statt. Ende September 2010 fand eine JAX "Fall Edition" in London statt.